# 전격 문고
전격 문고(電撃文庫 덴게키 분코[*])는 아스키 미디어 워크스에서 발행하는 라이트 노벨 중심의 일본의 소설 레이블이다. 구 미디어 워크스가 창간했다. 아스키 미디어 워크스 제2 편집부(전격 문고 편집부)에서 편집을 맡고 있다.

## 개요
레이블의 신인상인 '전격 소설 대상'을 수상한 작가등, 레이블 출신의 작가가 쓴 오리지널 작품을 중심으로 소설을 출판하고 있다. 창간 당시부터 신인 작가 발굴을 하고 있어 신인의 비율이 타 레이블에 비해 높다.
현재는 후지미 판타지아 문고, 가도카와 스니커 문고와 함께 가장 인기 있는 라이트 노벨 레이블로, 애니메이션이나 게임 등의 전개가 이루어지는 작품이 매우 많다.
2004년 10월에 발매한 '키노의 여행 8권'으로 통산 1000개 타이틀을 돌파하였다.

## 같이 보기
- 전격 게임 문고
  - 전격 G's 문고
  - DS 전격 문고
  - 전격 hp
  - 전격 문고 매거진
  - 전격 소설 대상
- 라이트 노벨
  - 가도카와 스니커 문고
  - 후지미 판타지아 문고
  - 패미통 문고
- 전격 문고 FIGHTING CLIMAX